# Simone Simons
Simone Simons (1985. január 17.–) holland mezzoszoprán énekesnő, az Epica énekese.

## Kezdetek
Simons mindig is érdeklődött a zene iránt, ez már egészen kis korában is megmutatkozott.  12 éves korában, általános iskolában néhány évig fuvolán játszott játszott. 14 évesen pop énekesnek tanult, ám ez az irány nem tetszett neki, így egy évvel később a klasszikus éneklést választotta. 2002-ben néhány hónapig egy kórusban énekelt, majd ezt követően csatlakozott az Epicához.

## Epica
2002-ben Mark Jansen távozott After Forever együttesből, zenei nézeteltérések miatt. Olyan zenésztársakat kezdett keresni maga mellé, akikkel egy klasszikus, szimfonikus irányultságú együttest alapíthatna, ez volt kezdetben a Sahara Dust. 2002 vége felé a Trail of Tears énekese, Helena Michaelsen volt az együttes női hangja, ám őt rövidesen Simone Simons váltotta fel, aki akkoriban Jansen barátnője volt. Az együttes akkori felállása Ad Sluijter gitárossal, Jeroen Simons dobossal, Yves Huts basszusgitárossal és Coen Janssen billentyűssel lett teljes. Felvették az Epica nevet, amelyet a Kamelot együttes azonos című nagylemeze ihletett. Az Epica kórusa két férfi és négy női vokalistából állt, kiegészülve egy vonószenekarral, amelyben három hegedős, két brácsás, két csellós és egy nagybőgős játszott. 2002-ben, akkor még Sahara Dust néven kiadták a két számot tartalmazó demó lemezüket Cry for the Moon címmel, majd ezen anyagnak hála a Transmission Records kiadóval kötöttek szerződést.
Az Epica a progresszív metal, a gothic metal és szimfonikus metal jegyeit is magán viseli. Az együttes stílusának egy másik darabkája a power metal stílus is, az Epica korábbi gitárosa, Ad Sluijter szerint zenéjük a power metal és a gothic metal között képez átmenetet. Simons jobban szereti, ha a szimfonikus stílusba sorolják őket, míg Mark Jansen elmondása szerint a gothic metal besorolást sem tartják zavarónak.

## Magánélete
2008 januárjában az Epica weboldalán jelentették be, hogy Simons MRSA (Methicillin-resistant Staphylococcus aureus) fertőzéstől szenved, ezért több koncertjüket is lemondani kényszerültek. Februárra már javult az állapota, ám még nem épült fel teljesen. Márciusban az együttes nélküle indult el amerikai koncertkörútjára, 2008. május 11-éig Amanda Somerville helyettesítette.
Fő inspirációként a Lacuna Coil, a Nightwish, a Tristania, a Kamelot, a Within Temptation, a Dimmu Borgir, a Tiamat együtteseket nevezte, valamint néhány klasszikust, például Mozartot.
2013. április 24-én az együttes facebook oldalán jelent meg a hír, miszerint Simons és párja,  Oliver Palotai 2013 nyár végére várják első gyermeküket. Vincent Palotai október 2-án született meg.
SmoonStyle címmel személyes blogot vezet.

## Diszkográfia

### Epica

#### Albumok
- The Phantom Agony (2003)
- Consign to Oblivion (2005)
- The Divine Conspiracy (2007)
- Design Your Universe (2009)
- Requiem for the Indifferent (2012)
- The Quantum Enigma (2014)
- The Holographic Principle (2016)

### Vendégszereplései
- Aina – Days of Rising Doom a Restoration című dalban (2003)
- Kamelot – The Black Halo (a The Haunting (Somewhere in Time) című dalban és a klipben) (2005)
- Kamelot – Ghost Opera (a Blucher című dalban) (2007)
- Primal Fear – New Religion (az Everytime It Rains című dalban) (2007)
- Ayreon - 01011001 a Web of Lies című dalban (2008)
- Xystus - Equilibrio (2008)
- Kamelot - Ghost Opera (The Second Coming) Blucher és The Haunting című dalokban (2008)
- Sons of Seasons - Fallen Family, Fall Of Byzanz, Wintersmith című dalokban (2009)